# 増分定理
数学の一分野、超準解析における増分定理（ぞうぶんていり、英: increment theorem; 増分の定理）は、無限小に対する可微分函数の増分が微分係数に無限に近いことを述べるものである。これを通常の微分積分学（標準解析）において述べたものは実質的に平均値の定理（有限増分の定理、あるいは一次の場合のテイラーの定理）である。

## 定理の主張
定理 (増分の定理)
実函数 y = f(x) は x において微分可能とする（以下、f および x は固定する）。Δx が無限小超実数であるとき、Δx に対する y の増分を Δy ≔ f(x + Δx) − f(x) とすれば、Δx に対して適当な無限小 ε が存在して {\displaystyle {\mathit {\Delta y}}=f'(x){\mathit {\Delta x}}+\varepsilon {\mathit {\Delta x}}} が成り立つようにできる。
ここで Δx ≠ 0 であるならば、両辺を Δx で割って {\displaystyle {\frac {\Delta y}{\Delta x}}=f'(x)+\varepsilon } と書くことができるから、これは商 Δy⁄Δx が微分係数 f′(x) に無限に近いこと（Δy⁄Δx ≈ f′(x)）を述べるものとみることができる。特に f′(x) は標準実数であるから、f′(x) は商 Δy⁄Δx の 標準成分である: f′(x) = st(Δy⁄Δx)。
注意この定理の標準版は以下のように述べることができる。同じように y ≔ f(x) は x において微分可能であるとして f および x は固定する。しかし今度は Δx は任意の非零実数値をとる一つの変数と考える。そうして Δx に対する y の増分を上と同じ式 Δy ≔ f(x + Δx) − f(x) で定義すれば、これは（いま f および x は止めているから）Δx のみの函数であることに注意する。このような設定の下で、Δx に対して適当な正数 ε が存在して {\displaystyle {\mathit {\Delta y}}=f'(x){\mathit {\Delta x}}+\varepsilon {\mathit {\Delta x}}} が成り立つようにできる。ただし、ε は Δx の函数として {\textstyle \lim _{{\mathit {\Delta x}}\to 0}\varepsilon =0} を満たすものでなければならない。